# Parafia Trójcy Przenajświętszej w Czerwinie
Parafia pw. Trójcy Przenajświętszej w Czerwinie – rzymskokatolicka parafia należąca do dekanatu Rzekuń, diecezji łomżyńskiej, metropolii białostockiej. Parafię prowadzą księża diecezjalni.
Parafia została erygowana w 1442. 

## Obszar parafii

### Miejscowości i ulice
W granicach parafii znajdują się miejscowości:

- Czerwin,
- Bobin,
- Borek,
- Chruśnice,
- Damiany,
- Dąbek,
- Dobki Nowe,
- Dobki Stare,
- Dzwonek,
- Gocły,
- Grodzisk Duży,
- Grodzisk-Wieś,
- Gucin,
- Janki Młode,
- Janki Stare,
- Jarnuty,
- Laski Szlacheckie,
- Laski Włościańskie,
- Łady-Mans,
- Rostki,
- Skarżyn,
- Sokołowo,
- Stylągi,
- Tomasze,
- Wojsze,
- Wólkę Czerwińska,
- Załuski,
- Zaorze.